# Trentino-Nam Tirol
Trentino-Nam Tirol (tiếng Ý: Trentino-Alto Adige, phát âm [trenˈti(ː)noˈaltoˈa(ː)didʒe]; tiếng Đức: Trentino-Südtirol;; Trentin-Südtirol; Austro-Bavarian: Trentino-Sidtiroul) là một khu vực tự trị ở miền bắc Ý. Nó gồm hai tỉnh: Trentino và Nam Tirol. Vùng này là một phần của Đế quốc Áo-Hung trong quá khứ, và Đế quốc Áo và Đế quốc La Mã Thần thánh từ thế kỷ 8 trước khi thuộc về Ý vào năm 1919.
Cùng với bang Tirol của Áo, vùng này được gọi chung là Tirol. 

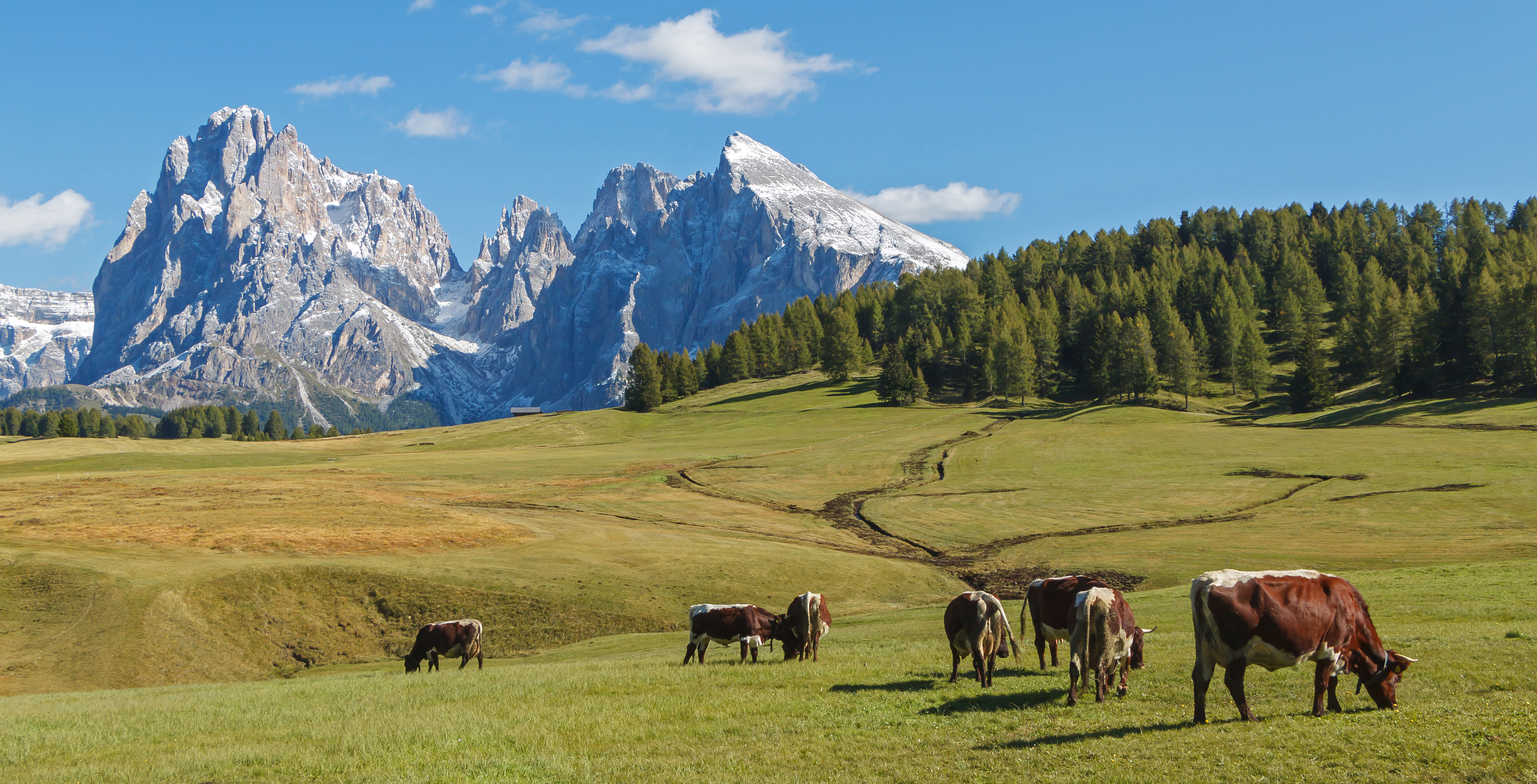
Bò nhà nuôi thả ở vùng Seiser Alm (tiếng Ý: Alpe di Siusi), vùng lãnh nguyên núi cao Dolomites, Nam Tirol

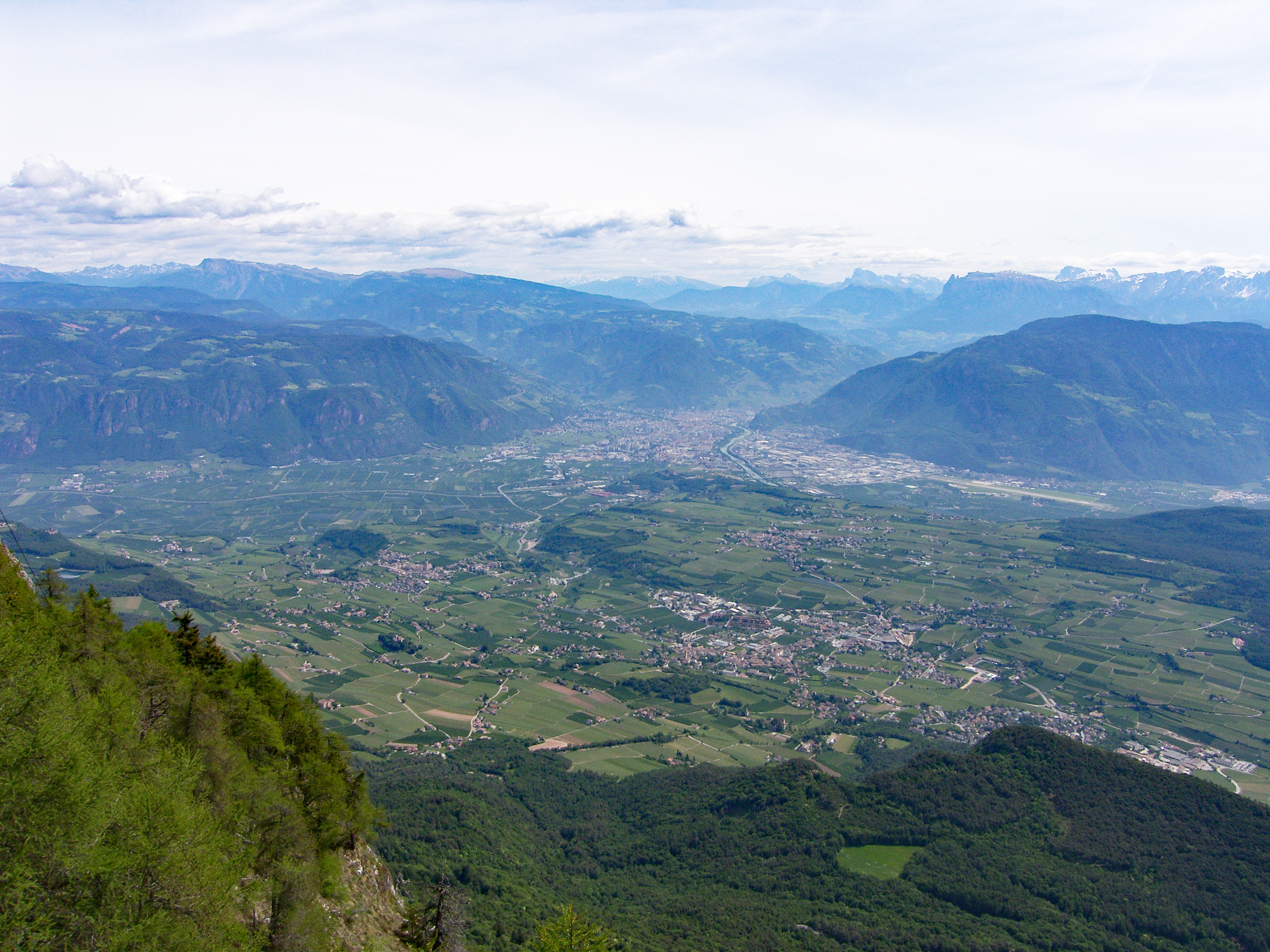
Bolzano

## Hành chính
| Tỉnh      | Diện tích (km²) | Dân số  | Mật độ (inh./km²) |
| --------- | --------------- | ------- | ----------------- |
| Nam Tirol | 7,400           | 498,280 | 67.3              |
| Trentino  | 6,207           | 518,966 | 83.6              |